# Aequorina

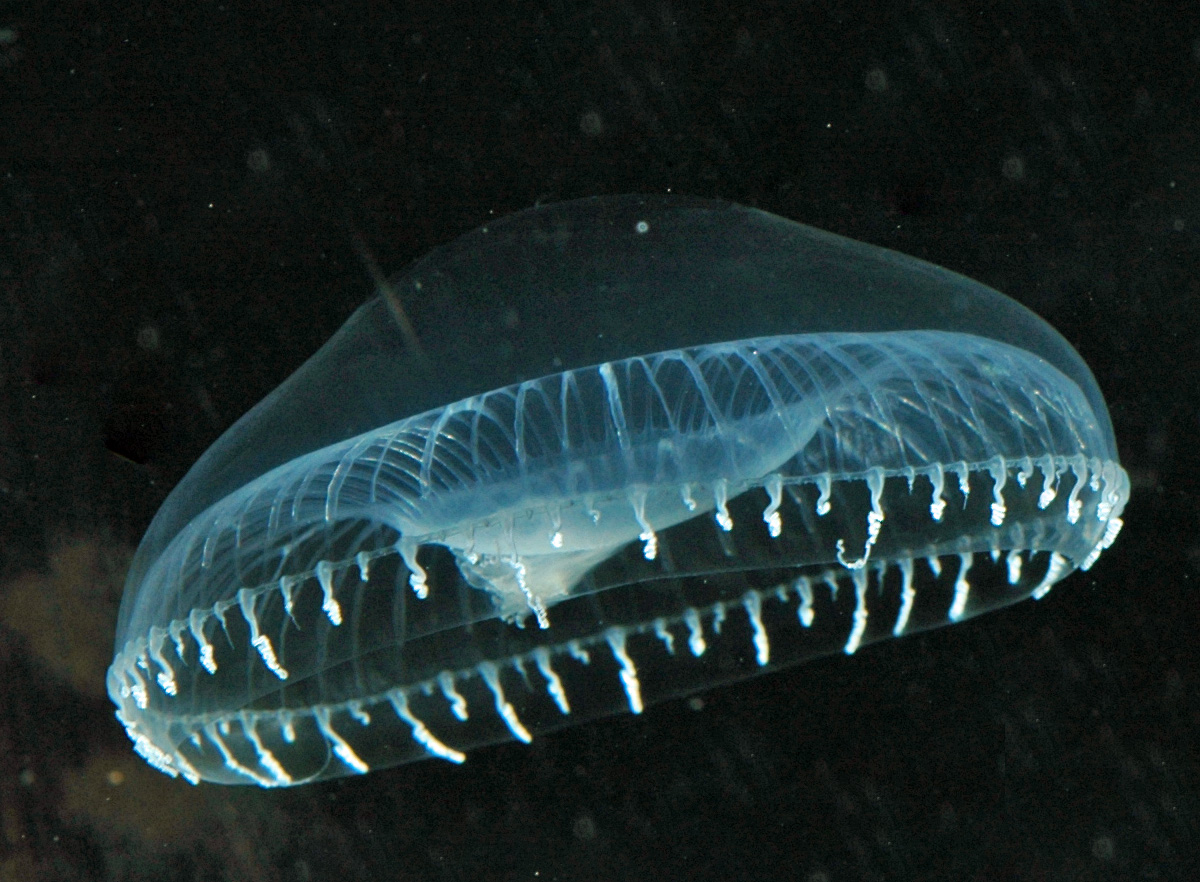
Aequorea victòria

L'aequorina (EC 1.13.12.5) és una fotoproteïna aïllada en meduses luminescents com les espècies del gènere Aequorea (per exemple, Aequorea victòria) i una varietat d'altres organismes marins. L'aïllà dels celenterats Osamu Shimomura.

## Estructura
L'aequorina es compon de dues unitats diferents, la apo-aequorinapoproteïna, amb un pes molecular aproximat de 22 kDa, i la coelenteracina, que és una luciferina que hi actua de cofactor enzimàtic.

## Mecanisme d'acció
Els dos components estructurals de l'aequorina li donen funcionalitat. La proteïna té tres centres d'activitat Mano EF que funcionen com a llocs d'unió dels ions Ca2+. Quan Ca2+ ocupa d'aquests llocs, la proteïna sofreix un canvi i es produeix l'oxidació del seu cofactor enzimàtic, la coelenteracina, en coelenteramida, activada a més de CO2. A mesura que l'activació de la coelenteramida disminueix a l'estat basal, emet una llum blava (longitud d'ona = 469 nm).

## Usos en la biologia i la medicina
Com que la llum emesa pot ser detectada amb un fotòmetre, l'aequorina ha esdevingut una eina útil en biologia molecular per al mesurament de Ca2+ intracel·lular. Les cèl·lules cultivades que expressen el gen per aequorina efectivament la poden sintetitzar. L'expressió recombinant, però, en produeix només l'apoproteïna, per tant cal afegir coelenteracina en el medi de cultiu de les cèl·lules per obtenir una proteïna funcional i poder usar-ne l'emissió de llum blava per a mesurar la concentració de Ca2+. La coelenteracina és una molècula hidròfoba i, per tant, és fàcilment absorbida per les parets cel·lulars de plantes i fongs, així com per la membrana plasmàtica d'eucariotes superiors, i això fa l'aequorina adequada com a reportadora de Ca2+ en plantes, fongs i cèl·lules de mamífers.
L'aequorina té avantatges pel que fa a altres indicadors de Ca2+: té una baixa taxa de fuita de les cèl·lules, manca dels fenòmens de compartimentació intracel·lular, i no interromp les funcions cel·lulars o el creixement de l'embrió. A més, la llum emesa per l'oxidació de coelenteracina no depén d'una excitació òptica, per això els problemes d'autofluorescència s'eliminen. La principal limitació de l'aequorina és que la coelenteracina emprada com a grup prostètic es consumeix irreversiblement per produir llum, per això l'emissió continuada requereix un subministrament continu de coelenteracina al medi. Tot això ha conduït a l'evolució d'altres sensors de calci genèticament codificats com el del camaleó (sensor calmodulina) desenvolupat per Roger Tsien i el sensor que usa troponina, TN-XXL, creat per Oliver Griesbeck.